# Fontaine-l'Évêque
Fontaine-l'Évêque (in vallone Fontinne-l'-Eveke) è un comune belga di 16 754 abitanti, situato nella provincia vallona dell'Hainaut.